# Tapping
|                                                                                                |  |  |
| Técnica de tapping executada numa guitarra elétrica (esquerda) e num baixo elétrico (direita). |  |  |

Tapping é uma técnica existente há séculos, utilizada entre outros por Paganini, e neste século notadamente adotada por Roy Smeck nos anos 1930, Jimmy Webster nos anos 1950, Steve Hackett nos anos 1970, Eddie Van Halen anos 1980, sendo utilizada principalmente em guitarra elétrica, mas também em outros instrumentos de corda (como baixo, ou violão).
Apesar de ter sido mais amplamente difundida por Eddie Van Halen, há grandes indícios de que este se inspirou em Ace Frehley, visto que havia uma relação próxima entre suas bandas.
Um dos mais antigos registros em vídeo de uso da técnica data de 1965, quando o canal italiano Rai convidou um músico para uma demonstração da sua forma peculiar de tocar. Em 1975 outro video de Ace Frehley.
É uma variação do legato, ou técnica de notas ligadas. Consiste em utilizar uma ou as duas mãos para "martelar" (tap) notas na escala do instrumento, ligando-as, adquirindo assim efeito de grande velocidade. O guitarrista Eddie Van Halen foi o responsável por popularizar essa técnica.
No Brasil, destacam-se os músicos Edu Ardanuy, Marcão Britto, Kiko Loureiro, Juninho Afram, Chico Gomes (Baixista), Júlio Cezar (Baixista), Joel Moncorvo (Baixista),  Zuzo Moussawer (Baixista), Davi Motta (Baixista), Sydnei Carvalho (guitarrista), Romário do Batô, Marcinho Eiras, Wellington Coelho, Esteffan Jonkman, Mauricio Alabama, e outros.[carece de fontes?]
Há uma variação chamada two-handed tapping, difundida por Stanley Jordan, que consiste em tocar uma música usando até oito ou nove dedos. Na forma mais comum usa-se uma mão para fazer a base e outra para solar.
No caso dos instrumentos Chapman stick e Warr guitar - criados respectivamente por Emmett Chapman e Mark Warr - utilizam-se as duas mãos no chamado Free Hands two-hand tapping.